# Ghemical
Ghemical – program modelowania molekularnego uwzględniający mechanikę kwantową i mechanikę cząsteczkową.
Aplikacja może mieć zastosowanie w chemii obliczeniowej. Pakiety oprogramowania pisane są w C++ i licencjonowane na GNU GPL.
GUI bazuje na GTK+2 i posiada rozbudowane narzędzia wizualizacyjne do optymalizacji geometrii prezentacji molekularnej dynamiki. Kwantowe obliczenia przejmują zewnętrzne moduły. 
Chemiczny ekspert system bazuje na OpenBabel, który dostarcza funkcji do wybierania atomów, generacji rotamerów i IO dla plików danych chemicznych .